# Under the Blade
Az Under the Blade az amerikai Twisted Sister zenekar 1982-ben megjelent debütáló albuma. A lemezt először a Secret adta ki szeptemberben, majd 1985 júliusában az Atlantic Records újra kiadta a I'll Never Grow Up Now egy remixelt változatával együtt. A lemezből világszerte több mint 2 millió példány kelt el.

## Számlista
Az összes dalt Dee Snider szerezte.
1. "What You Don't Know (Sure Can Hurt You)" – 4:45
2. "Bad Boys (Of Rock 'n' Roll)" – 3:20
3. "Run for Your Life" – 3:28
4. "Sin After Sin" – 3:23
5. "Shoot 'Em Down" – 3:53
6. "Destroyer" – 4:16
7. "Under the Blade" – 4:40
8. "Tear It Loose" – 3:08
9. "I'll Never Grow Up, Now!" (re-mix) [1985-ös újrakiadáson] – 4:09
10. "Day of the Rocker" – 5:03

## Közreműködők
- Dee Snider – ének
- Eddie "Fingers" Ojeda – gitár
- Jay Jay French – gitár, háttérének
- Mark "The Animal" Mendoza – basszusgitár, háttérének
- A. J. Pero – dob, ütőhangszerek

## Pozíció
Album
| Év   | Lista             | Pozíció |
| ---- | ----------------- | ------- |
| 1982 | Angol Album Lista | 70      |
| 1985 | The Billboard 200 | 125     |